# Крутик (Кировская область)
Крутик — деревня в Арбажском районе Кировской области. 

## География
Находится на расстоянии примерно 23 километров по прямой на северо-запад от районного центра поселка Арбаж.

## История
Известна с 1939 года. В 1950 году учтено было 17 хозяйств и 59 жителей, в 1989 33 жителя. До января 2021 года входила в состав Верхотульского сельского поселения до его упразднения.

## Население
Постоянное население составляло 23 человека (русские 87%) в 2002 году, 11 в 2010.